# Lista de viagens presidenciais de Mauricio Macri
Esta é uma lista de viagens presidenciais de Mauricio Macri, o 50º Presidente da Argentina. Desde sua posse, em 10 de dezembro de 2015, Macri visitou mais de dez países.

## 2015
| País     | Cidade/Região           | Período       | Anfitrião         | Notas |
| -------- | ----------------------- | ------------- | ----------------- | --- |
| Brasil   | Brasília Rio de Janeiro | 5 de dezembro | Dilma Rousseff    | Em 5 de dezembro, Macri realizou sua primeira viagem como Presidente-eleito ao Brasil, onde foi recebido pela Presidente Dilma Rousseff no Palácio do Planalto, em Brasília. Macri afirmou que preferiu o Brasil como seu primeiro destino internacional por conta do volumoso comércio e dos laços político-culturais entre os dois países.                 |
| Chile    | Santiago                | 5 de dezembro | Michelle Bachelet | Macri viajou à capital chilena, onde foi recebido pela Presidente Michelle Bachelet no Palacio de la Moneda. |
| Paraguai | 21 de dezembro          | Assunção      | Horacio Cartes    | Em sua primeira participação na Cúpula do Mercosul, o Presidente Macri defendeu "a libertação de presos políticos na Venezuela" e alertou que o bloco regional "não pode admitir perseguição política por questões ideológicas ou limitação arbitrária à liberdade". Macri também falou sobre luta conjunta do continente contra a pobreza e o narcotráfico. |

## 2016
| País           | Cidade/Região         | Período                  | Anfitrião             | Detalhes |
| -------------- | --------------------- | ------------------------ | --------------------- | --- |
| Uruguai        | Sacramento            | 7 de janeiro             | Tabaré Vázquez        | Macri viajou ao Uruguai para reunir-se com o Presidente Tabaré Vázquez, inaugurando oficialmente sua agenda internacional de 2016. Ambos os presidente oficializaram a candidatura dos dois países como sede da Copa do Mundo FIFA de 2030. |
| Suíça          | Davos                 | 20 - 23 de janeiro       |                       | Macri participou do Fórum Econômico Mundial em Davos, juntamente com seu antigo rival eleitoral Sergio Massa. |
| Vaticano       | Cidade do Vaticano    | 27 de fevereiro          | Papa Francisco        | Macri visitou o Papa Francisco em sua primeira visita de Estado ao Vaticano. Posteriormente, foi recebido pelo Primeiro-ministro italiano Matteo Renzi. |
| Itália         | Roma                  | 27 de fevereiro          | Matteo Renzi          | Macri visitou o Papa Francisco em sua primeira visita de Estado ao Vaticano. Posteriormente, foi recebido pelo Primeiro-ministro italiano Matteo Renzi. |
| Estados Unidos | Washington, D.C.      | 31 de março - 1 de abril | Barack Obama          | Macri participou da Cimeira de Seguraça Nuclear. |
| Colômbia       | Bogotá Medellín       | 15 - 16 de junho         | Juan Manuel Santos    | Macri viajou à Colômbia, onde foi recepcionado pelo Presidente Juan Manuel Santos. Após o encontro, Macri participou do Fórum Econômico Mundial na América Latina. |
| Chile          | Santiago Puerto Varas | 30 de junho - 1 de julho | Michelle Bachelet     | Macri viajou ao Chile para participar da cimeira da Aliança do Pacífico. |
| França         | Paris                 | 2 de julho               | François Hollande     | Macri abriu sua temporada de viagens à Europa, reunindo-se com o Presidente francês François Hollande. Macri afirmou que a reunião "foi muito boa" e expressou seu desejo de ampliar o comércio entre o Mercosul e a União Europeia. |
| Bélgica        | Bruxelas              | 3 - 4 de julho           | Filipe da Bélgica     | Macri reuniu-se com o Alto Representante da União Europeia para Assuntos Estrangeiros, Federica Mogherini, na sede da Comissão Europeia e posteriormente reuniu-se com o Presidente do Conselho Europeu, Donald Tusk. Durante a tarde, o Presidente e a Primeira-dama foram recebidos pelo Rei Filipe e a Rainha Matilde no Palácio Real.                        |
| Alemanha       | Berlim                | 5 - 6 de julho           | Angela Merkel         | Macri viajou a Berlim para uma visita oficial à Alemanha. A viagem havia sido anunciada pela Ministra do Exterior Susana Malcorra em coletiva de imprensa dividida com o Ministro do Exterior alemão Frank-Walter Steinmeier em Buenos Aires. Macri reuniu-se com a Chanceler Angela Merkel e teve uma reunião bilateral com o Presidente Joachim Gauck.         |
| Estados Unidos | Idaho                 | 7 - 8 de julho           |                       | Macri viajou ao estado de Idaho para participar da Conferência de Sun Valley, organizada por Bill Gates. |
| Peru           | Lima                  | 28 de julho              | Pedro Pablo Kuczynski | Macri compareceu à cerimônia de posse do Presidente Pedro Pablo Kuczynski. |
| Brasil         | Rio de Janeiro        | 5 de agosto              | Michel Temer          | No Rio de Janeiro, Macri esteve presente na cerimônia de abertura dos Jogos Olímpicos de Verão de 2016. |
| Catar          | Doha                  | 3 de setembro            | Emir Tamim bin Hamad  | Em Doha, Macri reuniu-se com o Emir Tamim bin Hamad Al Thani para discussões sobre as relações bilaterais entre os dois países. |
| China          | Hangzhou              | 4-5 de setembro          | Xi Jinping            | Macri compareceu à 11.ª reunião de cúpula do G20, onde foram discutidos temas relativos a Guerra Civil Síria, o crescimento econômico mundial e a ratificação do Acordo de Paris, entre outros. |
| Estados Unidos | Nova Iorque           | 19 de setembro           | Ban Ki-moon           | Macri participou do Debate Geral da 71ª Sessão da Assembleia Geral das Nações Unidas. |
| Colômbia       | Cartagena             | 27 de setembro           | Juan Manuel Santos    | Macri compareceu à cerimônia de assinatura dos Acordos de Paz entre o Presidente Juan Manuel Santos e o Líder das Forças Armadas Revolucionárias da Colômbia Timoleón Jiménez. |
| Vaticano       | Vaticano              | 15 de outubro            | Papa Francisco        | Macri visitou o Papa Francisco no Vaticano acompanhado da Família Presidencial. Em seguida, reuniu-se com diplomatas argentinos no país e viajou a Florença, onde foi recebido pelo Primeiro-ministro italiano Matteo Renzi para um jantar oficial. No encerramento da viagem, Macri compareceu à cerimônia de canonização de José Gabriel del Rosario Brochero. |
| Itália         | Roma Florença         | 15 de outubro            | Matteo Renzi          | Macri visitou o Papa Francisco no Vaticano acompanhado da Família Presidencial. Em seguida, reuniu-se com diplomatas argentinos no país e viajou a Florença, onde foi recebido pelo Primeiro-ministro italiano Matteo Renzi para um jantar oficial. No encerramento da viagem, Macri compareceu à cerimônia de canonização de José Gabriel del Rosario Brochero. |

## 2017
| País            | Cidade/Região            | Período            | Anfitrião               | Detalhes |
| --------------- | ------------------------ | ------------------ | ----------------------- | --- |
| Espanha         | Madrid                   | 20-25 de fevereiro | Rei Felipe VI           | Macri liderou uma comitiva de 200 empresários argentinos em viagem à Espanha. Em Madrid, foi recebido pelo Rei Felipe VI e a Rainha Letícia e reuniu-se com o Presidente do Governo Mariano Rajoy. |
| Paraguai        | Assunção                 | 16 de março        | Horacio Cartes          | Macri foi recebido pelo Presidente Horacio Cartes para acordos de cooperação no combate ao tráfico de drogas na fronteira entre os dois países. Os líderes também renegociaram a dívida de construção da Hidroeléctrica de Yacyretá. |
| Países Baixos   | Amsterdão                | 27-28 de março     | Rei Guilherme-Alexandre | Macri e a Primeira-dama Juliana Awada foram recebidos com honras pelo Rei Guilherme-Alexandre e a Rainha Máxima. O casal presidencial visitou a Casa de Anne Frank, a sede da OPAQ e a Corte Penal Internacional. |
| Estados Unidos  | Houston Washington, D.C. | 26-27 de abril     | Donald Trump            | Macri visitou as instalações da Tenaris e Dow Chemical em Houston. No dia seguinte, o casal presidencial foi recebido por Donald Trump e a Primeira-dama Melania Trump na Casa Branca; o presidente estadunidense decidiu suspender o embargo aos limões argentinos e concordou em apoiar a adesão do país à OECD. |
| Emirados Árabes | Dubai                    | 12 de maio         |                         | Macri liderou uma comitiva composta por Emilio Monzó, Alberto Weretilneck e diversos outros governadores das províncias argentinas em uma reunião com o Primeiro-ministro Mohammed bin Rashid Al Maktoum. |
| China           | Beijing Xangai           | 14-18 de maio      | Xi Jinping              | Em 14 de maio, Macri e Juliana Awada reuniram-se com o presidente chinês Xi Jiping no Grande Salão do Povo. Em seguida, participaram o Fórum Cinto e Estrada. Dias depois, Macri reuniu-se com representantes da área de energia, transporte e infraestrutura e participou da celebração do 45º aniversário das relações diplomáticas entre os dois países na Academia Chinesa de Ciências. Em 17 de maio, Macri prestou homenagem ao soldado desconhecido na Praça da Paz Celestial e reuniu-se com o Primeiro-ministro Li Keqiang e Zhang Dejiang. |
| Japão           | Tóquio                   | 18-19 de maio      | Akihito                 | Na última de suas viagens oficiais pelo continente, Macri participou de uma recepção com empresários no The Prince Park Tower Tokyo Hotel e inaugurou o Fórum Econômico Japão-Argentina. Posteriormente, acompanhado da primeira-dama Juliana Awada, reuniu-se com o Primeiro-ministro Shinzō Abe para colaboração na expansão do comércio bilateral, e com o presidente do grupo Toyota, Takeshi Uchiyamada. No encerramento da viagem, Macri e Awada foram recebidos com honras pelo Imperador Akihito e a Imperatriz Michiko no Palácio Imperial. |
| Equador         | Quito                    | 24 de maio         | Lenín Moreno            | Macri viajou para a posse presidencial de Lenín Moreno. |
| Chile           | Santiago                 | 27 de junho        | Michelle Bachelet       | Macri reuniu-se com a presidente chilena Michelle Bachelet no Palácio de la Moneda para discutir projetos de integração entre o Mercosul e a Aliança do Pacífico. |
| Alemanha        | Hamburgo                 | 7-8 de julho       | Angela Merkel           | Em Hamburgo, Macri juntou a diversos líderes mundiais para a 12.ª reunião de cúpula do G20. |

## 2018
| País      | Cidade/Região     | Período           | Anfitrião        | Detalhes                                                                  |
| --------- | ----------------- | ----------------- | ---------------- | ------------------------------------------------------------------------- |
| Chile     | Valparaíso        | 11 de março       | Sebastián Piñera | Cerimônia de posse presidencial do presidente do Chile, Sebastián Piñera. |
| Peru      | Lima              | 13-14 de abril    |                  | 8ª cúpula das Américas.                                                   |
| Canadá    | La Malbaie        | 8-10 de junho     |                  | 44ª reunião de cúpula do G7.                                              |
| Guatemala | Antigua Guatemala | 15-16 de novembro |                  | XXVI cúpula Ibero-Americana.                                              |

## 2019
| País      | Cidade/Região            | Período            | Anfitrião                       | Detalhes |
| --------- | ------------------------ | ------------------ | ------------------------------- | --- |
| Brasil    | Brasília                 | 16 de janeiro      | Jair Bolsonaro                  | Reunião com o Ex-presidente Jair Bolsonaro.                                                                                |
| Índia     | Agra, Nova Déli e Mumbai | 17-19 de fevereiro | Narendra Modi e Ram Nath Kovind | Visita oficial à Índia para fortalecer laços comerciais, discutir turismo e cooperação em tecnologia entre os dois países. |
| Indonésia | Jacarta                  | 26 de junho        | Joko Widodo                     | Visita à Indonésia para fortalecer relações comerciais e assinar acordos de cooperação.                                    |
| Japão     | Osaka                    | 27-29 de junho     |                                 | 14ª reunião de cúpula do G20.                                                                                              |
| Suíça     | Zurique                  | 30 de junho        |                                 | Recebimento de prêmio na sede da Fifa.                                                                                     |

## Eventos multilaterais
| Organização | Ano                      | Ano                         | Ano                          | Ano                                        | Ano                       |
| Organização | 2015                     | 2016                        | 2017                         | 2018                                       | 2019                      |
| ----------- | ------------------------ | --------------------------- | ---------------------------- | ------------------------------------------ | ------------------------- |
| AGNU        |                          | 13 de setembro, Nova Iorque | 12 de setembro, Nova Iorque  | 18 de setembro, Nova Iorque                | Não definido, Nova Iorque |
| G20         |                          | 4-5 de setembro, Hangzhou   | 7-8 de julho, Hamburgo       | 30 de novembro-1 de dezembro, Buenos Aires | 28-29 de junho, Osaka     |
| CdA (OEA)   |                          | –                           | –                            | 13-14 de abril, Lima                       | Não definido              |
| Mercosul    | 21 de dezembro, Assunção | –                           | 15 de dezembro, Brasília     | 17 de dezembro, Assunção                   | Não definido              |
| CELAC       |                          | 26-27 de janeiro, Quito     | 25-26 de janeiro, Punta Cana | –                                          | Não definido              |